# Эриду
Эриду́ (шум. добрый город), также Эре́ду́, Эридуг, Урудуг, др.-греч. Ράτα  у Птолемея — один из древнейших городов Шумера и мира. По шумерской мифологии это самый первый город на Земле. Многочисленные раскопки археологов прослеживают глубокую древность города, в котором выделено множество культурных слоёв, раскопан древнейший храм, зиккурат, много других храмов и сооружений, при этом самые ранние слои относят к VI тысячелетию до н. э.
Эриду в настоящее время представляет собой археологическую зону на юге Ирака, которая называется «городище Тель-Абу-Шахрейн (араб.  تل أبو شهرين‎)». Зона находится в 19,3 км к юго-западу от древнего Ура, и примерно в 36 км к юго-западу от города Насирия.
Первые строки надписи на призме Вельд-Бланделла передают, что перед Великим потопом «после того, как царствие было ниспослано с небес, Эриду стал местом престола». С Эриду начинается Ниппурский царский список. В число городов, в которых цари правили перед потопом, также входили Бад-тибира, Ларак, Сиппар и Шуруппак. В Ниппурском царском списке говорится о двух царях Эриду, правивших на протяжении огромных периодов времени общей продолжительностью 18 шаров (64 800 лет), после чего город был оставлен и его престол перенесён в Бад-тибиру.
Эриду возник как центр раннеземледельческой культуры на юге Месопотамии (так называемая культура Эреду конца VI — первой половины V тыс. до н. э.). Заселён в середине VI тыс. до н. э.; в дальнейшем — важный центр убейдского периода, а затем, в IV—III тысячелетии до н. э., один из главных центров шумерской культуры. В первой половине III тыс. до н. э. Эриду играл периферийную роль в политической жизни региона. В письменных источниках середины III — середины I тыс. до н. э. Эриду — самый южный из конгломерации городов Шумера, выросших рядом с храмами. Скорее всего, он был основан прямо на побережье Персидского залива, рядом с устьем Евфрата, однако из-за накопления илистых наносов на береговой линии в течение тысячелетий остатки города сейчас находятся на удалении от берега.
Важнейшим сооружением города был Акифер (Aquifer) — храм бога мудрости Энки, культовое значение которого поддерживалось несколько тысячелетий при многих династиях.
Город пришёл в запустение и был разрушен около 600 года до н. э.

## История

Древнее Междуречье

Эриду — это, возможно, самое древнее городское поселение Шумера, выросшее в 5-4 тыс. до н. э. Археолог Кейт Филден пишет, что древнейшее деревенское поселение, появившееся около 5000 года до н. э., выросло в значительный город, в котором дома были построены из кирпича и тростника, к 2900 году до н. э. В то время город занимал площадь 8—10 га.
Первоначально город располагался на берегу лагуны Персидского залива, однако по мере заиливания и усиления наносных отложений город стал всё более оттесняться от моря. В XXI веке до н. э., с возвышением Ура (2100 год до н. э.), Эриду пришёл в упадок и примерно к 2050 году до н. э. потерял своё политическое значение. В глазах шумеров город, однако, всегда почитался как центр культа Энки (у аккадцев — Эа), бога мудрости и владыки вод. Над 18 древними храмами в Амар-Суэн был обнаружен в более поздних слоях недостроенный зиккурат (2047—2039 гг. до н. э.), который должен был быть построен на территории Эриду; этот проект так и не был до конца воплощён в жизнь древними строителями в связи с экономическим упадком города. Продолжительная заселённость города и отправление в нём религиозных культов свидетельствуют о местном происхождении шумерской цивилизации.
В политической истории Эриду утратил свою роль. Однако неоспоримо его духовное влияние на народы Месопотамии в течение нескольких тысяч лет. Одно из ранних письменных упоминаний города относится ко времени правления Ур-Нанше, основателя династии Лагаша, правившего около середины III тыс. до н. э. (XXVI век до н. э.). Через три века правитель той же династии, Гудеа, установил в Эриду статую бога Нингирсу, жрецом которого он сам являлся.
Большой заботой окружили город и правители III династии Ура, объединившей Шумер в конце XXII — начале XX века до н. э. Владыка Ур-Намму (кирпичи с его печатью были найдены в Эриду), её основатель, чья богатейшая усыпальница была в своё время найдена Л. Вулли, провёл грандиозный канал от Евфрата к полям Эриду. Эриду, священный город бога Энки, интересовал его не только как один из главных религиозных центров страны, но и как важный морской порт. Канал от Ура до Эриду, вырытый по приказу царя, служил не только для орошения возделываемых земель — это был кратчайший и наиболее удобный путь, связывающий столицу с Персидским заливом. Он начал строить и зиккурат на священном участке, однако завершить строительство пришлось лишь его внуку, Амар-Сину (XXI век до н. э.).
В числе городов, над которыми господствовал Лугальзагеси, был и Эриду. Он именовал себя «лугалем Урука и лугалем Страны» — таков титул в его стандартной надписи, дошедшей до нас в нескольких экземплярах.
Правители Исина Ишме-Даган (1953—1935 гг. до н. э.) и Липит-Иштар (после 1935 г. до н. э.) также проводили важные строительные работы в Эриду, воздавая должное культу Энки. Далее город перешёл в вассальную зависимость от Ларсы. Нур-Адад во время своего правления (1866—1850 гг. до н. э.) пытался восстановить храм в заброшенном вследствие заиливания каналов городе Эриду у Персидского залива.
Набу-Кудурри-Уцур Ι (1126—1105 гг. до н. э.) — царь Исина, расположенного на западе Вавилонии, — называл себя «Правителем города Эриду». Эриду упоминается в записях царей Саргона II (722—705 гг. до н. э.) и его сына Синаххериба. Известно также, что этот город участвовал в последней борьбе Вавилонии против захватчиков. Дальнейшие сведения о нём пока неопределёны, постепенно его наследие обретает мифическую окраску как воспоминание о былом «золотом веке».
Во времена правления Ашурбанипала (669—627 гг. до н. э.) Эриду совместно с южными городами Шумера входит формально в царство Шамаш-шум-укина, на самом деле Ашурбанипал держал там свои воинские силы и, по-видимому, полностью распоряжался ими. В первое время отношения между Ассирией и Вавилонией носили мирный характер. Ашурбанипал, вероятно, помог Шамаш-шум-укину в формировании войска.

## Развитие города вокруг храма
Первые поселения на месте нынешнего Тель-Абу-Шахрейна, возможно, возникли уже в VI тыс. до н. э.
Для строительства храма в городе был отведён специальный участок, который считался проекцией дома бога Энки (в шумерском языке дом и храм обозначались одним знаком «é»), и носил он то же название, что и «истинный дом бога» в Океане — Абзу. Главные храмовые постройки относятся к убейдскому периоду. В конце V тыс. до н. э. убейдская культура простирается от восточного побережья современной Саудовской Аравии, далее через всю Сирию, до средиземноморского побережья, севернее гор Тавра, на северо-востоке ареал её распространения и торговые пути доходили до Атропатены (р-н озера Урмия), через Хузестан.
О высоком развитии убейдской культуры свидетельствуют археологические находки — прекрасного качества керамика, до этого не встречавшаяся в южном Ираке, хороший уровень строительного мастерства. В постройках использовался хорошо отформованный кирпич, жители разрастающихся поселений владели развитыми строительными технологиями. Стиль и приемы этих построек легли в основу всего последующего архитектурного развития на территории Месопотамии.
Археологи выделяют в истории храма Энки в Эриду 18 горизонтов, охватывающих два с половиной тысячелетия, по которым прослеживается расширение храма от первого небольшого святилища на песчаном холме в нач. V тыс. до н. э. Последней постройкой был зиккурат, возведённый в конце III тыс. до н. э.
Территория города, как сакральное пространство, притягивала к себе новых жителей. Если численность населения Эриду около 4500 г. до н. э. составляла примерно 5 тыс. человек, то соседний Убайид был гораздо меньше. Там проживало всего около 700 человек. М. Маллован характеризует Эриду убейдского периода как «необыкновенно крупный город», занимавший важнейшее место в системе древнемесопотамских городов-государств.
По мере сложения развитой урбанистической системы жилая застройка планировалась уже в соответствии со структурой социальной иерархии. Ближе к храму располагались дома правящей элиты, затем шли жилища ремесленников, на окраине города селились земледельцы.
Увеличение числа городских жителей ускоряло развитие общественной системы и способствовало усложнению духовной культуры. Как религиозный центр Эриду, по мнению исследователей, был тесно связан с формированием письменности и системы культов. Не исключено, что именно здесь происходило окончательное оформление языка шумеров. Бог Энки стал в более поздней шумерской традиции дарителем знаний человечеству. Мировой столб, как и Мировое древо (в Эриду росло чёрное дерево Кишкану, омываемое Океаном, а одно из известных названий города — NUN `ki — «Город Дерева»), являлось именно тем местом, откуда должна была начать развиваться жизнь. Там находились её истоки, туда человек стремился вернуться в надежде на достижение истинного знания или покоя. На этом священном месте он обретал возможность непосредственного сообщения с богами и получения от них необходимых наставлений.
Энки — мудрый отец всех стран, основавший города, определяет местоположение своего дома на земле Эриду так:
«Владыка дом основал, святилище светлое, чье сердце сотворено искусно!». Далее прямо об освящённом участке, предназначенном для постройки храма: «Сердце святилища — нить скрученная, никто её не размотает! Положение [святилища] — звезда Площадь (на Небе) стоящая!»

## Раскопки
Археологические исследования города проводились в несколько этапов.
Первоначальное регулярное обследование храмов провёл в 1855 году Джон Тейлор. Он очертил обширную пятиугольную платформу, окружённую кирпичной стеной и снабжённую лестницей, посередине которой имеются остатки многоэтажной башни.
Следующие серии раскопок следовали в 1918—1920 г. и в 1946—1949 г. (Иракский департамент античности с участием Р. Кемпбелла Томпсона (после Первой мировой войны), Фуада Сафара и Сетона Ллойда). Археологов привлекла легенда о том, что Эриду существовал ещё до потопа. Выяснилось, что самый ранний из открытых храмов был построен на рубеже V тыс. до н. э. За время раскопок был обнаружен зиккурат, открыты сырцовые дома и общественные здания, а также руины фундаментов многократно возводившихся храмов, возведённые на месте ранних святилищ на платформах в форме прямоугольных помещений (они были построены из сырцового кирпича) — их рассматривают в качестве прототипов зиккуратов, в том числе — храм (размером с комнату) первых поселенцев и храм Эа с остатками жертвоприношений — костями рыб. Храмы состояли из удлиненного зала с алтарём и боковых приделов (стандартный план шумерского храма с 5-го тыс. до н. э.). Обнаружены также остатки царского дворца. В некрополе Эриду убейдского периода насчитывается около 1000 могил (кист) из сырца с заупокойным инвентарём, пищей, посудой, любимыми животными умерших. Найдены также культовые предметы, керамика, орудия и др. Древние памятники Эриду нередко называют «прелюдией шумерской цивилизации».
Храмы на месте поклонения святыне воссоздавались и перестраивались в течение столетий. Археологи очертили 18 горизонтов и выделили 12 храмов, регулярно перестраивавшихся и восстанавливавшихся на одном и том же месте. Обновленный храм, таким образом, становился знаком преемственности в религиозной системе и подчеркивал значение почитания и возрождения главной святыни.
Древнейший храм отслеживается от 16 горизонта, он возвышался на небольшой платформе, образованной остатками двух предыдущих, разрушенных к этому времени храмов. В дальнейшем, при каждом последующем строительстве храма, остатки уже разрушенных храмов включаются в него. Высота платформы храма будет все больше подниматься над уровнем земли, что было удобно в местности с влажным климатом и частой опасностью наводнений. По сути, этот храм был реконструкцией храма 17 горизонта. Гладкие снаружи стены из необожжённого кирпича, два выступа, находившиеся по одной линии с расположенным по центру между ними жертвенником, а также небольшие выступы, отмечающие вход изнутри, — вот его основные составляющие. Алтарь был расположен не просто у стены, как в более поздних постройках, а для него отводилась специальная ниша. С внешней стороны она отмечается прямоугольным выступом с запада. Эта особенность нашла продолжение в архитектуре всех последующих шумерских храмов — членение внутреннего пространства на две зоны — алтаря и жертвенника.
Следующий храм 15 горизонта (~4800 г. до н. э.) был примерно в два раза больше предыдущего. В плане он обозначен четким прямоугольником. Размеры зального пространства — 7,3×8,4 м. Внешне храм поражает строгостью ничем не декорированных массивных сырцовых стен. Но внутреннее пространство усложняется. Появляются многочисленные чередующиеся выступы, разные по размеру и назначению. Увеличивается также и количество помещений вокруг главного зала, приспосабливаясь к особенностям ритуала, и этот прием в планировочном решении прочно войдет в шумерскую архитектурную традицию, далее такая структура храмов устойчиво повторяется в других храмовых сооружениях шумерской архитектуры. Единственный проход во внутреннее помещение располагается по юго-западной стене храма. Вход находился не на короткой стене, против алтаря, а на длинной, под углом к нему. Возможно, эта конструктивная особенность шумерских храмов была связана с астрологическими расчётами, наблюдениями за ходом светил по ночному небосводу.
Значимым событием древнего культа был обряд закладки храма. Он происходил в день праздника Ану (бога неба), в первый день нового года. Церемония начиналась на рассвете, перед восходом солнца. Для храма определялось положение звезды, оказывающей наиболее сильное влияние в данной местности. На неё ориентировалось будущее здание, и именно она становилась звездой главного храмового бога. Образы богов, символическое их отражение, точные астрологические расчёты сплетались воедино, а вся религиозная система шумеров носила характер астролатрии.
Следующий этап развития храма начинается на 11 горизонте. Вплоть до 6 горизонта храм связан с особенностями убейдской архитектуры, датируемой второй половиной V — первой половиной IV тыс. до н. э. Череда этих храмов характеризуется прежде всего радикальными структурными усложнениями. Архитектурные постройки более поздних периодов — Урук, Джемдет-Наср, времени царствовавших династий, — демонстрируют очевидную устойчивость традиции, выработанной в раннеубейдской Месопотамии.
Чередование выступов и образуемых ими ниш в итоге создали ясную, очень выразительную и сложную структуру, вошедшую в традицию древней архитектуры. В дополнение к выступам и нишам стена была отмечена ещё и контрфорсами. Мерная ритмика деления стен контрфорсами становилась самостоятельной темой в торжественном «гимне» божеству. В это вовлечены и строгие лестничные марши, предполагающие размеренное движение вверх, к святилищу, и продвигающаяся к вершине «небесной горы» в сопровождении звуков лир процессия жрецов.
Три следующие друг за другом горизонта храмов в Эриду — восьмой (~3900 г. до н. э.), седьмой (~3800 г. до н. э.) и шестой (~3500 г. до н. э.) — характерны для конца убейдского периода. Так же как и их ранние предшественники, эти храмы вытянуты с юго-запада на северо-восток. Пространство центрального зала тоже окружено меньшими по размеру помещениями. Каждое из них должно было соответствовать определенным культовым назначениям. Большой зал был разделён на алтарную часть и часть с жертвенником, отведённую для приношений. Сам алтарь и стол приношений располагались в торцовых частях храма друг против друга. Главный вход в храм, расположенный по длинной стороне, подчеркивал деление интерьера на ритуальные зоны.
Важные особенности, характерные для храмовых построек убейдского периода:
- Ориентировка храмов углами по сторонам света;
- Строительство храмов на основе более ранних, образующих основу платформы, укреплённой дополнительно облицовкой;
- Возникновение открытой площадки перед зданием храма и лестничных маршей, подводящих к ней;
- Возведение стен из кирпича-сырца с применением штукатурки и побелки, использование битума как гидроизолирующего материала в цоколе храма. Появление первых водостоков;
- Деление поверхности наружных стен выступами, что создавало эффект укрепления и одновременно сложной и выразительной ритмики, выявляющей архитектурную форму;
- Выступы на каждом из четырёх фасадов выполнялись различной ширины и объёма, в строгом соответствии развитой системе дополнительных помещений храма, идущих по периметру внутреннего пространства;
- Наличие центрального зала, к которому примыкают меньшие по размеру культовые помещения различного ритуального значения;
- Главное зальное пространство имело форму удлинённого прямоугольника. Его торцовые части отмечены алтарём и жертвенником. Сжигаемые в торцовой части здания воскурения плавно заполняли все пространство большого зала, доходя до священного алтаря, где могла располагаться статуя божества;
- Местоположение центрального входа на длинной стене. Прерывание движения внутрь основного пространства зала небольшой комнатой — преддверием, призванной служить точкой переориентации сознания человека. Таким образом, отделение пространства, функционально схожего с притвором позднейших древнегреческих и христианских храмов;
- Возвышение храма над жилой застройкой за счёт платформы, благодаря чему он становился структурной основой городской планировки.

Следующим из наиболее сохранившихся храмов в Эриду является храм первого горизонта, относящийся к концу урукского периода (~3200 г. до н. э.). Этот храм существовал очень долго. Спустя тысячу лет после постройки храма на кирпичах, использованных при его обновлении, была обнаружена печать правителя Ларсы. Храм возвели на высокой платформе, укрепленной контрфорсами. С неё выходили сдвоенные желоба для водоотвода, впервые зафиксированные ещё в храме 11 горизонта. Платформа завершалась здесь постепенно сужающейся кверху террасой, на которой располагалось святилище. С северо-восточной стороны массив платформы и террасы резко прерывался, соприкасаясь с фасадом другой (возможно зиккурата), существовавшей при его возведении. Впоследствии на этом месте действительно был построен зиккурат III династии Ура (2112—1997 гг. до н. э.). Тяжелые массивные выступы взяли в кольцо стены храма. Непроницаемый ряд «полуколонн» завершался широким декоративным фризом. Эта часть постройки являлась основной ступенью к возвышающемуся на ней святилищу, возведенному из хорошо формованных кирпичей. Стены его были белыми. Ритмика легких пилястр, охватывающих объём святилища, контрастировала с грузными и торжественными опорами предшествующего уровня.
Среди архитектурных обломков в храме были обнаружены мозаичные конусы. До протописьменного периода подобные декоративные элементы не использовались. Из остатков можно выделить два типа конусов различных по длине и диаметру, от 15—6,5 см до 6,6—5,2 см. Первый был выполнен из серого камня с закруглённым, хорошо обработанным навершием, второй — из белого гипса с медным покрытием на конце. Мозаичная инкрустация начинает широко использоваться в месопотамской архитектуре.
Финальной точкой в развитии построек священного участка в Эриду стал зиккурат. Он назывался E-U или E-U-NIR, а само слово «ziggurratu» аккадское по происхождению. Его этимология непосредственно связана с понятием горы, и закрепилось оно в языке ко времени распространения трёхъярусных башнеобразных храмов, к сер. III тыс. до н. э.
Ко времени правления III династии Ура между Тигром и Евфратом поднялся к небу не один монументальный зиккурат.
Эридуский же стоит в одном ряду с прочими месопотамскими высокими храмами. По мнению археологов, проводивших раскопки, зиккурат Эриду должен был совпадать по внешнему виду и размерам с зиккуратом Ур-Намму в Уре, но был возведен раньше и задуман более строгим, что заставляет признать и в этом случае доминирующую традицию за городом бога Энки. Величественный вид трёх ступеней зиккурата должна была подчеркивать их раскраска. В Уре она явно фиксируется. Цвет первой был чёрным (в Уре первая ступень была облицована битумом, который уже использовался в ранних храмах), второй — красный, третьей — белый. Святилище, скорее всего, было белого цвета и украшено мозаикой или глазурованными кирпичами. Освещаемое яркими лучами солнца, оно являло собой величие и свет божества. Другие, более поздние зиккураты могли иметь по 7 ступеней, причем цвет каждой соответствовал, как считают, определённой планете.
Древний центр Эриду представляет большой интерес для исследования не только как источник материала по раннему этапу развития Месопотамии, но, что не менее важно, как связующее звено между протошумерской цивилизацией и её древнейшими предшественниками.

## Шумерская мифология и история

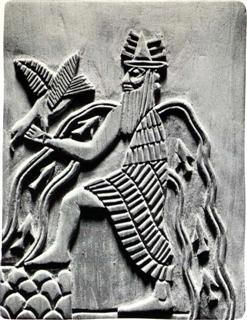
Изображение Энки, считавшегося богом-покровителем города Эриду.

В шумерской мифологии Эриду был домом храма Абзу, бога Энки. Подобно всем шумерским и вавилонским богам, Энки поначалу упоминается как местный бог, пришедший разделить, согласно более поздней космологии, господство с Ану и Энлилем. Его царством были воды, окружающие мир и расположенные под ним (ab — вода, zu — далеко), поэтому храм Энки в Эриду называется Э-Абзу.
Истории Инанны, богини Урука, повествуют, как она отправилась в Эриду, чтобы заполучить дары цивилизации. Вначале Энки, бог Эриду, попытался вернуть эти источники своей власти, но позднее охотно признал, что теперь Урук — центр земли. Это, по-видимому, мифическое описание перемещения центра власти на север, упомянутое выше.
Письменные источники, относящиеся примерно ко II тыс. до н. э., к старовавилонскому периоду, повествуют, что начало своей истории и культуры шумеры отсчитывали от создания древнейшего в мире города. Этот город — первое, что было создано после отделения света от тьмы и возникновения земли из первородного хаоса. В шумерской традиции Эриду, подобно священной горе Ницир, отмечал центр мира. Его создатель — Бог Энки, владыка мирового океана и земли, плавающей на его поверхности, наделил Эриду скрижалями «мэ», содержащими имена всех сущностей мира, знание которых давало власть над ними. Не случайно иудаизм, христианство и ислам тоже считают Эриду священным городом — первобытным Эдемским садом, местом рождения человечества, куда «царская власть спустилась с небес». Стоит ли говорить, что именно этот город был одним из главных религиозных центров Шумера. Здесь, в Эриду, в центре мира, из столетия в столетие люди возводили свои храмы, молились богам на одном избранном в незапамятные времена месте, месте священного мирового дерева.
В Эриду правил и мифический Адапа — первый человек, бывший наполовину богом, наполовину человеком-героем, по одному из мифов — родной сын самого Энки (Эа). Считалось, что именно Адапа принес в город цивилизацию с острова Дильмун (совр. Бахрейн). Адапа У-ан, также называемый первым человеком, был наполовину бог, наполовину человек-герой, наречённый Абгаллу (Abgallu) (ab — вода, gal — большой, lu — человек) из Эриду.
В шумерском Ниппурском царском списке Эриду назван городом первых допотопных царей: «В Эриду Алулим стал царём; он правил 8 шаров (28 800 лет). Аллалгар правил 10 шаров (36 000 лет). 2 царя; они правили 18 шаров (64 800 лет). Затем Эриду пал, и царствование было перенесено в Бад-Тибиру». Список царей показывает, как центр власти постепенно перемещался с юга страны на север.

## Вавилонская мифология и история
В религиозных сказаниях вавилонян сохранилось предание об Эриду как о земном рае, где растёт пальма, осеняющая океан. Вавилонские тексты говорят о создании Эриду богом Мардуком в качестве первого города, «святой город, жилище их [других богов] восторга (удовольствий)».
В восточной части Вавилона также имелся квартал Эриду (аккад. Eri-du10ki) — древнейшая часть и религиозный центр города. Возможно, это дало повод эллинистическому историку Беросу считать первых допотопных царей Алор(ос)а и Алапар(ос)а правителями именно Вавилона.